# Chardes
Chardes est une commune associée de Montendre et une ancienne commune française, située dans le département de la Charente-Maritime en région Nouvelle-Aquitaine.

## Géographie
La commune avait une superficie de 5,91 km2.

## Histoire
Par arrêté préfectoral du 19 décembre 1972, la commune est rattachée le 1er janvier 1973 à celle de Montendre sous la forme d'une fusion-association comme celle de Vallet.

## Administration

### Maires délégués
Chardes étant une commune associée, elle dispose d'un maire délégué.
| Période                                  | Période                        | Identité                 | Étiquette | Qualité |
| ---------------------------------------- | ------------------------------ | ------------------------ | --------- | ------- |
| mars 2014                                | En cours (au 26 novembre 2016) | Isabel Fabien-Bourdelaud |           |         |
| Les données manquantes sont à compléter. |                                |                          |           |         |

### Maires
| Période                                  | Période | Identité | Étiquette | Qualité |
| ---------------------------------------- | ------- | -------- | --------- | ------- |
|                                          |         |          |           |         |
| Les données manquantes sont à compléter. |         |          |           |         |

## Démographie
| 1793 | 1800 | 1806 | 1821 | 1831 | 1836 | 1841 | 1846 | 1851 |
| ---- | ---- | ---- | ---- | ---- | ---- | ---- | ---- | ---- |
| 179  | 187  | 179  | 217  | 216  | 217  | 237  | 251  | 233  |

| 1856 | 1861 | 1866 | 1872 | 1876 | 1881 | 1886 | 1891 | 1896 |
| ---- | ---- | ---- | ---- | ---- | ---- | ---- | ---- | ---- |
| 226  | 209  | 211  | 213  | 236  | 217  | 223  | 227  | 247  |

| 1901 | 1906 | 1911 | 1921 | 1926 | 1931 | 1936 | 1946 | 1954 |
| ---- | ---- | ---- | ---- | ---- | ---- | ---- | ---- | ---- |
| 246  | 224  | 216  | 210  | 224  | 203  | 209  | 190  | 203  |

| 1962 | 1968 | 1975 | 1982 | 1990 | 1999 | 2008 | 2010 | 2013 |
| ---- | ---- | ---- | ---- | ---- | ---- | ---- | ---- | ---- |
| 192  | 198  | -    | -    | -    | -    | 293  | 292  | 318  |

Histogramme

(élaboration graphique par Wikipédia)

### Enseignement

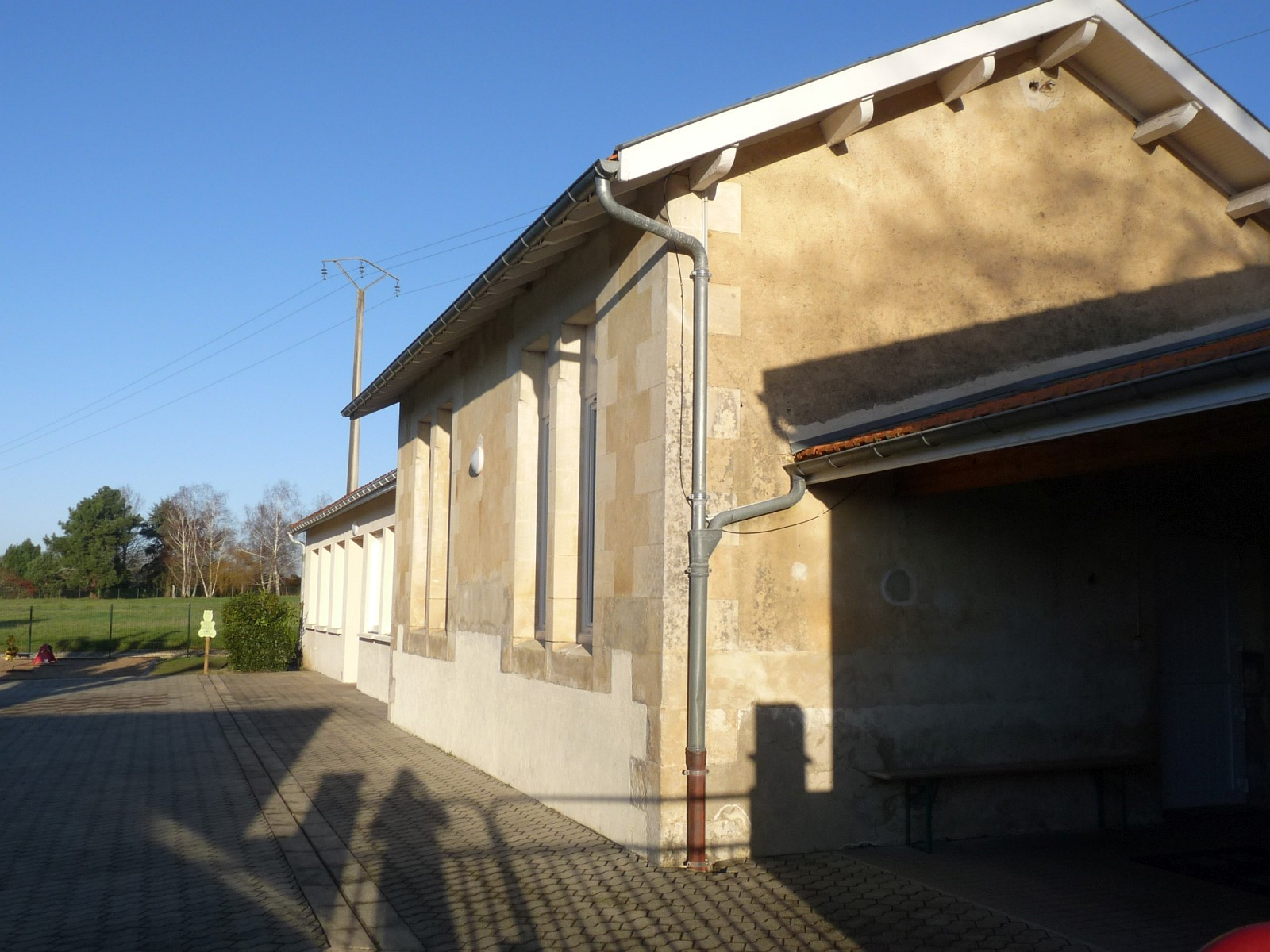
L'école communale

## Patrimoine communal

### Église Saint-Pierre
Les origines de cette modeste église de campagne pourraient remonter au XIe ou au XIIe siècle, mais elle ne conserve guère d'éléments datant encore de cette période. Sans doute saccagée durant les Guerres de Religion, comme presque toutes les églises de la seigneurie de Montendre (Louis de La Rochefoucauld, seigneur de Montendre, étant un ardent Protestant), elle est reconstruite au XVIIe siècle. L'édifice présente un aspect sobre, et est d'une grande simplicité. Il se compose d'un unique vaisseau rectangulaire et d'une abside en hémicycle.
La façade, en pierre grise de la région, a été reconstruite en 1891. Elle est surmontée d'un petit campanile, qui abrite une cloche, classée monument historique. Fondue en 1727, elle indique le nom de son parrain, Samuel Chapuzet, de sa marraine, J(e)anne Melanie, et du curé de l'époque, Jacques Rocher. L'église est encore entourée de son cimetière, disposition commune à presque toutes les églises autrefois. Une place, aménagée aux abords du sanctuaire, porte le nom de Michel Chauvin, aviateur originaire de la commune, mort en mission au moment de la libération de la poche de Royan, à l'âge de 19 ans. Un monument rappelle son souvenir. La mairie de Chardes a été rénovée en 2010.

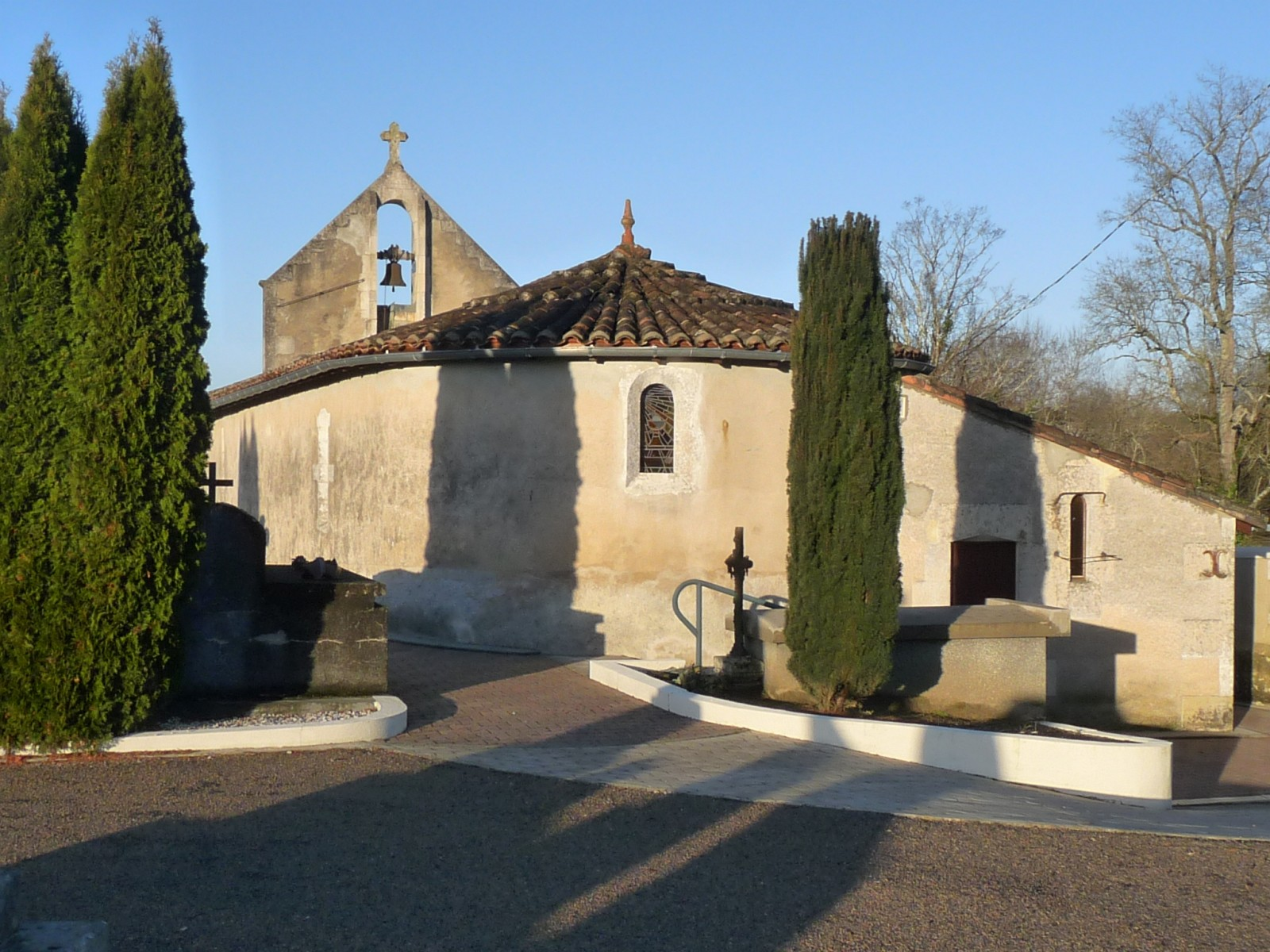
L'église Saint-Pierre
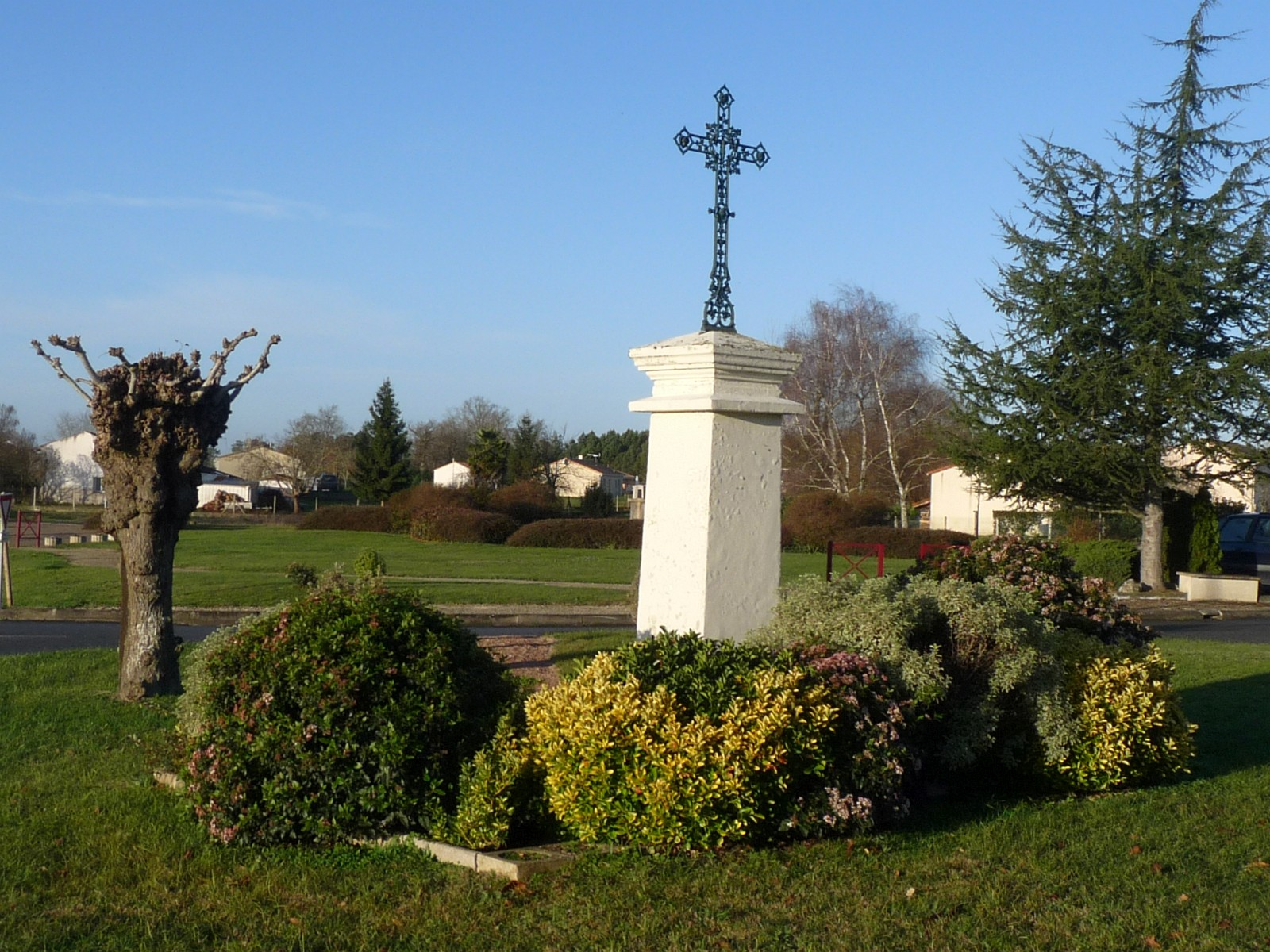
Le monument aux morts
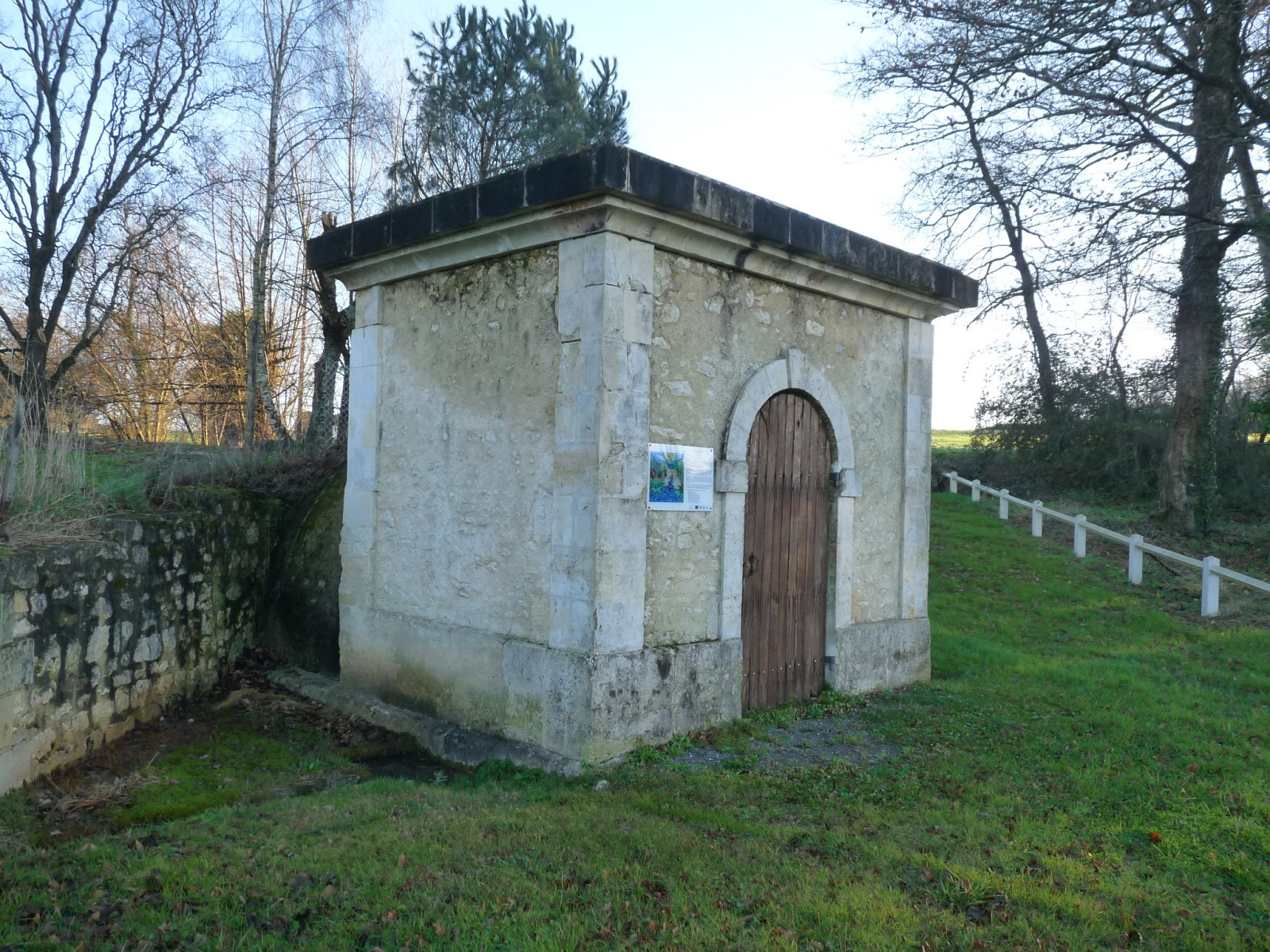
Fontaine de l'Essert